# Leonel Cedeño
Leonel Olmedo Cedeño Rosado (Portoviejo, 9 de junio de 1939 - Ibídem, 25 de diciembre de 2008) fue un ingeniero y político ecuatoriano.

## Biografía
Nació el 9 de junio de 1939 en Portoviejo, provincia de Manabí. Realizó sus estudios secundarios en el Colegio Nacional Olmedo y los superiores en la Universidad Técnica de Manabí, donde obtuvo el título de ingeniero agrónomo.
Inició su vida política en 1978 como concejal de Portoviejo. Un año después fue nombrado ministro de Agricultura y Ganadería por el presidente Jaime Roldós Aguilera, ocupando el cargo hasta diciembre del mismo año. Luego del fallecimiento del presidente Roldós fue designado embajador de Ecuador en Paraguay.
En 1984 fue elegido alcalde de Portoviejo por el partido Pueblo, Cambio y Democracia para el periodo 1984-1988.
En las elecciones seccionales de 2002 fue elegido concejal de Portoviejo bajo el auspicio del Partido Roldosista Ecuatoriano (PRE), alcanzando la mayor votación entre los candidatos a concejales.
En enero de 2005 fue expulsado del PRE por haber votado por la concejala Dixi Cevallos, del Partido Social Cristiano, para vicepresidenta de la corporación municipal en lugar de apoyar al candidato de su propio partido.
Para las elecciones legislativas de 2006 se unió al Partido Renovador Institucional Acción Nacional y fue elegido diputado nacional en representación de la provincia de Manabí. Sin embargo, fue destituido de su cargo por el Tribunal Supremo Electoral durante la crisis legislativa causada por el pedido de aprobación de consulta popular del presidente Rafael Correa para la instauración de la Asamblea Constituyente de 2007.
Falleció el 25 de diciembre de 2008 por complicaciones provocadas por cáncer de hígado.